# كريستوفر تايلور (سياسي)
كريستوفر تايلور (بالإنجليزية: Christopher Taylor)‏ هو سياسي أمريكي، ولد في 1967 في نيويورك في الولايات المتحدة. نشط حزبياً في الحزب الديمقراطي.